# Aslı Sevindim

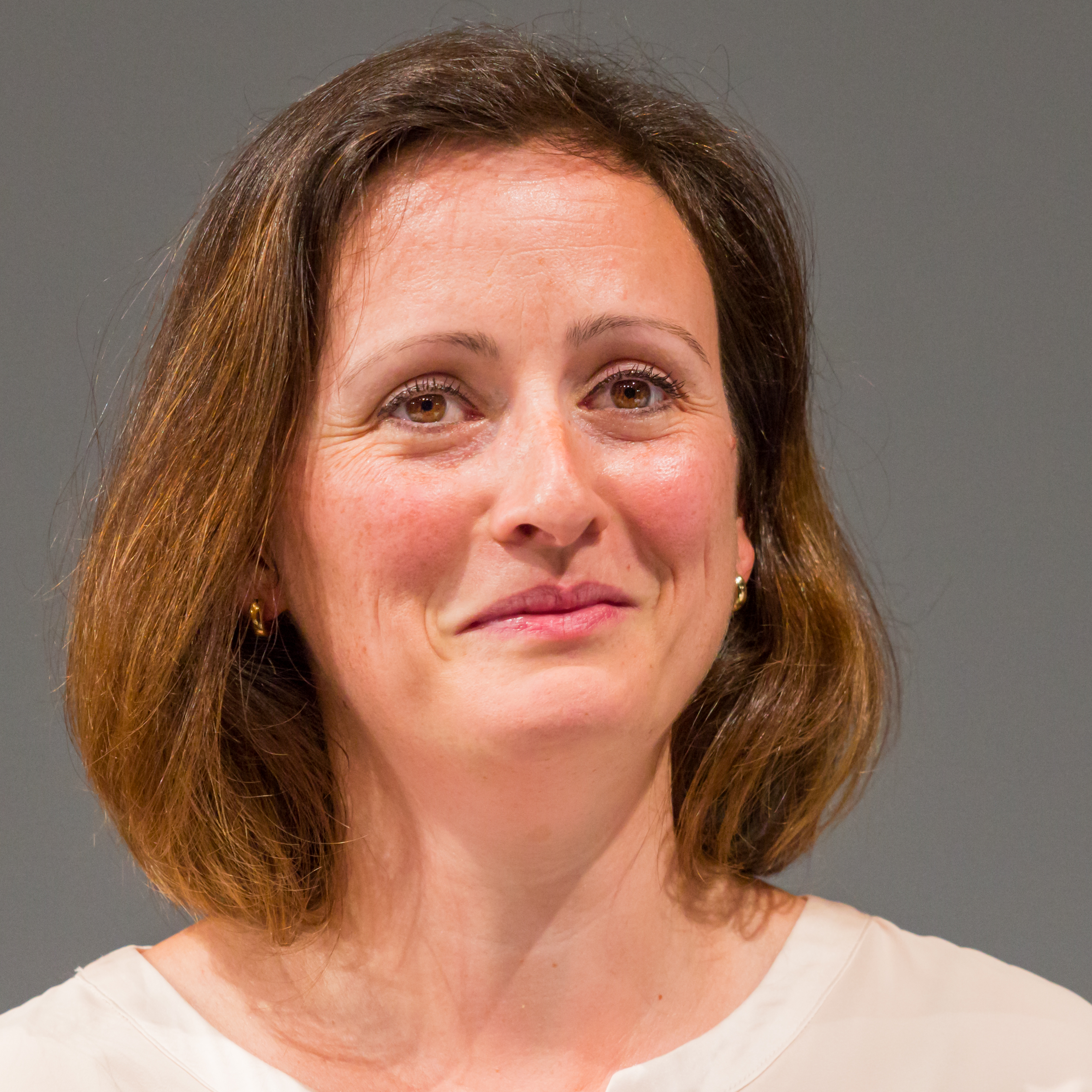
Aslı Sevindim, 2016

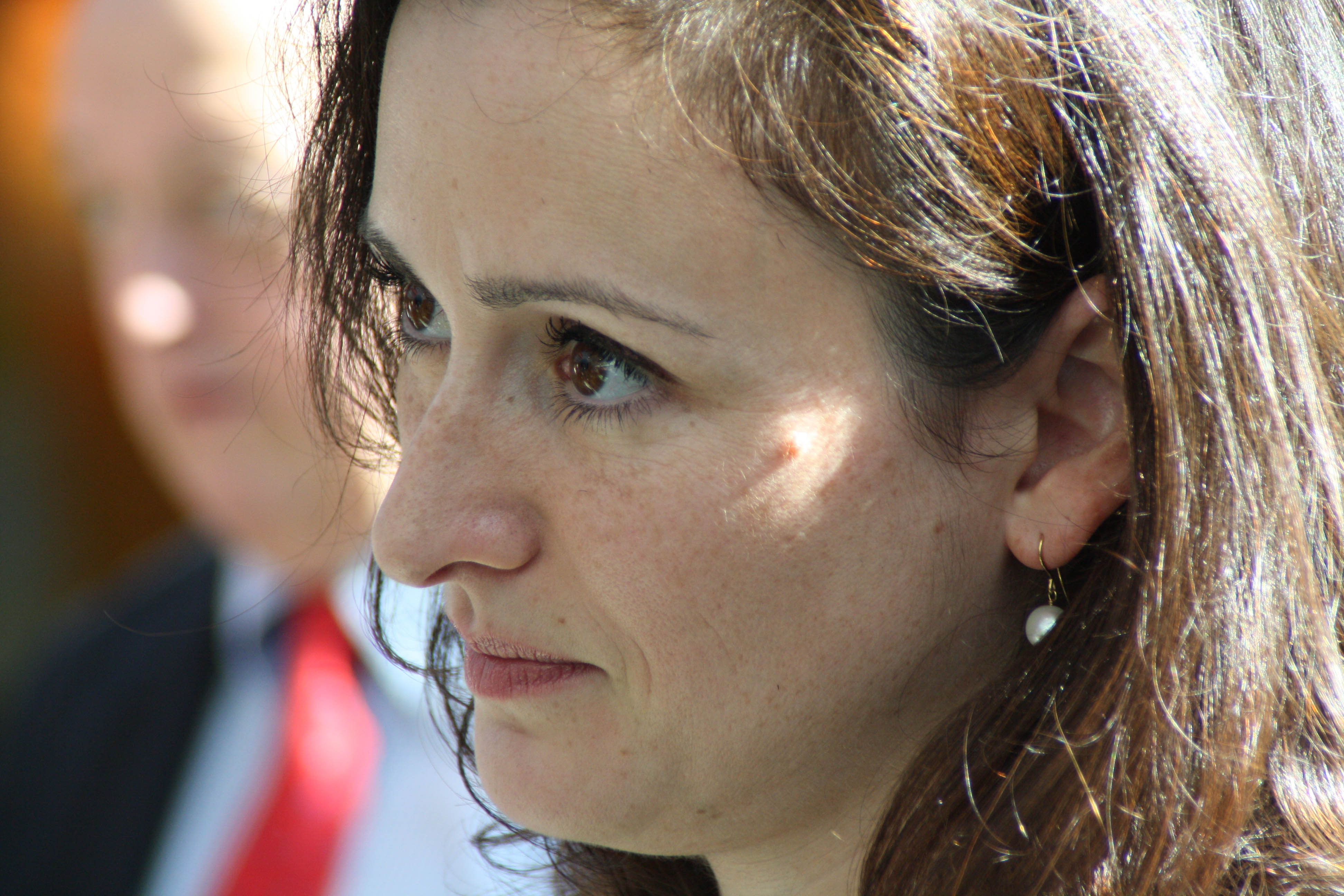
Aslı Sevindim (2010)

Aslı Sevindim (* 23. Dezember 1973 in Duisburg) ist eine Journalistin, Rundfunkmoderatorin und Schriftstellerin.

## Leben
Aslı Sevindim wuchs als Tochter türkischer Eltern in Duisburg-Marxloh auf und besuchte einen katholischen Kindergarten. Nach der Grundschule war sie auf dem Elly-Heuss-Knapp-Gymnasium, wo sie 1993 ihr Abitur absolvierte. Anschließend studierte sie Politikwissenschaften an der Universität Duisburg-Essen. Von 1993 bis 1998, d. h. bereits parallel zu ihrem Studium, arbeitete sie als Moderatorin und Autorin bei Radio Duisburg schwerpunktmäßig für türkischsprachige Sendungen. 1999 begann sie als Journalistin und Hörfunkmoderatorin beim Westdeutschen Rundfunk (WDR). Hier moderierte sie und schrieb für Sendungen im Programm Funkhaus Europa und für Venus FM. Ab 2004 moderierte sie zudem beim WDR-Fernsehen die Sendung Cosmo TV und von 2006 bis zum 25. Mai 2019 als erste türkische Moderatorin die Nachrichtensendung Aktuelle Stunde. Größere Beachtung erhielt Sevindim durch ihre Publikumsmoderation der mitternächtlichen Diskussionssendung zu dem umstrittenen WDR-Fernsehfilm Wut 2006 in der ARD sowie in der Ausgabe der Fernsehsendung Hart aber fair, in der die Veröffentlichung des Buches Deutschland schafft sich ab von Thilo Sarrazin diskutiert wurde.
Als Buchautorin debütierte Sevindim mit dem humorvollen Werk Candlelight Döner: Geschichten über meine deutsch-türkische Familie (2005). Im selben Jahr gehörte auch Sevindim zu den prominenten Türken in Deutschland, die eine Kurzgeschichte für den deutsch-türkischen Erzählband Was lebst Du? (2005) verfassten.
Am 30. März 2007 moderierte Sevindim die auf dem Sender 3sat übertragene 43. Verleihung des Adolf-Grimme-Preises, eines der wichtigsten Medienereignisse in Deutschland.
Für das Kulturhauptstadtjahr 2010 der Metropole Ruhr war Sevindim als eine von vier künstlerischen Direktoren für das Themenfeld „Stadt der Kulturen“ zuständig. Sie ist auch Mitglied des Kuratoriums des Zentrums für Türkeistudien der Universität Duisburg/Essen und im Integrationsbeirat des Landes Nordrhein-Westfalen.
Im November 2018 beteiligte Sevindim sich an dem Programm des Deutschen Ausbildungsleiterkongress in Düsseldorf.
Seit dem 1. Juli 2019 leitet Sevindim die Abteilung „Integration“ im Ministerium für Kinder, Jugend, Familie, Gleichstellung, Flucht und Integration des Landes Nordrhein-Westfalen. Sie löste Aladin El-Mafaalani ab.